# Hnojné
Hnojné este o comună slovacă, aflată în districtul Michalovce din regiunea Košice. Localitatea se află la altitudinea de 108 m deasupra n.m., se întinde pe o suprafață de 6,81 km2 și în 2017 număra 224 de locuitori.

## Istoric
Localitatea Hnojné este atestată documentar din 1390.

## Demografie
| An:                | 1994 | 2004    | 2014   | 2024    |
| ------------------ | ---- | ------- | ------ | ------- |
| Număr de persoane: | 175  | 242     | 218    | 243     |
| Diferență:         |      | +38,28% | −9,91% | +11,46% |

| An:                | 2023 | 2024   |
| ------------------ | ---- | ------ |
| Număr de persoane: | 251  | 243    |
| Diferență:         |      | −3,18% |